# 宝塚チボリ
宝塚チボリ（たからづかチボリ）はかつて兵庫県宝塚市に存在していたレジャー施設。

## 概要
1973年にオープンし、株式会社日建（所在地:兵庫県伊丹市）が運営していた。
隣接して熱帯植物園やレストラン「イグアス」を設置。プールにはウォータースライダーがあり、テーマパーク型のプールの走りとなった。
しかし、バブル崩壊や他の施設に比べ割高である点に加え、中山駅近くに温泉施設「宝の湯」が出来た事で客足が遠のいていき、1997年6月末に閉鎖した。隣接するクアリゾートの「チボリカラカラテルメ」「ホテルチボリ」「チボリフィットネスクラブ」は、2009年6月末に閉館した。スイミングセンター「チボリビーバークラブ」も閉店し、2024年現在営業中なのは「チボリゴルフセンター」のみ。

## アクセス
- 阪急今津線逆瀬川駅から送迎バス